# Q-Feel
Q-Feel est un groupe de synthpop britannique.

## Histoire
Q-Feel est connu par la chanson Dancing in Heaven (Orbital Be-Bop), issu de l'album éponyme sorti en 1982. Elle est présentée pour représenter le Royaume-Uni au Concours Eurovision de la chanson 1982. Elle finit sixième des huit participants.
La chanson figure dans les bandes originales des films School Girls, sorti en 1985, et Kickin' It Old Skool, film qui se situe dans les années 1980, sorti en 2007.
Le leader du groupe, Martin Page, connaît ensuite le succès en tant qu’auteur-compositeur et interprète solo. Il collabore fréquemment avec Brian Fairweather, un ancien membre de Q-Feel, à l'écriture de chansons pour d'autres musiciens. Son album solo, In the House of Stone and Light, sorti en 1994, comprend des collaborations avec Fairweather et un autre ancien membre du groupe Q-Feel, Trevor Thornton.

## Discographie
Album
- Q-Feel (Jive, 1982)

Liste des titres
| No | Titre                              | Durée |
| -- | ---------------------------------- | ----- |
| 1. | Crosstalk                          |       |
| 2. | A New Science                      |       |
| 3. | Electric Feet (Rhythm Machine)     |       |
| 4. | Go for It                          |       |
| 5. | Dancing in Heaven (Orbital Be-Bop) |       |
| 6. | Heroes Never Die                   |       |
| 7. | Time Waits for No One              |       |
| 8. | Red Light Zone                     |       |

### Singles
- 1981 : Doctor on the Radio
- 1982 : Dancing in Heaven (Orbital Be-Bop)
- 1982 : Crosstalk (1982) (promo)
- 1984 : Heroes Never Die (1984)
- 1989 : Dancing in Heaven (Orbital Be-Bop) (réédition)